# Anton Skipper
Pour les articles homonymes, voir Skipper.
Anton Skipper, né le 31 mars 2000 à Brøndbyøster au Danemark, est un footballeur danois qui évolue au poste de défenseur central au Sarpsborg 08 FF.

## Biographie

### En club
Anton Skipper est formé par le Brøndby IF, club avec lequel il commence sa carrière professionnelle. Il joue son premier match le 28 juillet 2019, lors d'une rencontre de championnat face à l'Odense BK. Il est titularisé en défense centrale aux côtés de Hjörtur Hermannsson, et son équipe s'impose par trois buts à deux. En janvier 2020, il prolonge jusqu'en juin 2023 avec Brøndby.
Le 29 janvier 2021, il est prêté à l'Hobro IK, pour la deuxième partie de la saison 2020-2021, afin de gagner en temps de jeu. Il joue neuf matchs avec cette équipe.
Avec Brøndby, il participe à son premier match de Ligue des champions le 17 août 2021, face au Red Bull Salzbourg. Il est titularisé et son équipe s'incline (2-1 score final).
Le 24 janvier 2022, Anton Skipper rejoint le Sarpsborg 08 FF. Il signe un contrat courant jusqu'en décembre 2024 avec le club norvégien,.

### En sélection
Il représente l'équipe du Danemark des moins de 17 ans pour un total de six matchs joués entre 2016 et 2017.
Le 6 septembre 2019, Anton Skipper joue son premier match avec l'équipe du Danemark espoirs face à la Hongrie. Il entre en jeu à la place de Jacob Lungi Sørensen lors de cette rencontre qui se solde par un match nul (0-0).